# Comuna Sutivan, Split-Dalmația
Sutivan este o comună în cantonul Split-Dalmația, Croația, având o populație de 822 de locuitori (2011).

## Demografie
Componența etnică a comunei Sutivan
     Croați (94,65%)
     Sârbi (1,58%)
     Bosniaci (1,46%)
     Necunoscut (0,61%)
     Neclasificat (0,85%)
Componența confesională a comunei Sutivan
     Catolici (86,37%)
     Fără religie și atei (5,23%)
     Ortodocși (1,95%)
     Agnostici și sceptici (1,58%)
     Musulmani (1,22%)
     Necunoscută (3,16%)
     Protestanți (0,36%)
     Alte religii (0,12%)
Conform recensământului din 2011, comuna Sutivan avea 822 de locuitori. Din punct de vedere etnic, majoritatea locuitorilor (94,65%) erau croați, existând și minorități de sârbi (1,58%) și bosniaci (1,46%). Apartenența etnică nu este cunoscută în cazul a 0,61% din locuitori. Din punct de vedere confesional, majoritatea locuitorilor (86,37%) erau catolici, existând și minorități de persoane fără religie și atei (5,23%), ortodocși (1,95%), agnostici și sceptici (1,58%) și musulmani (1,22%). Pentru 3,16% din locuitori nu este cunoscută apartenența confesională.